# Richia richioides
Richia richioides là một loài bướm đêm trong họ Noctuidae.